# Robert Metcalfe

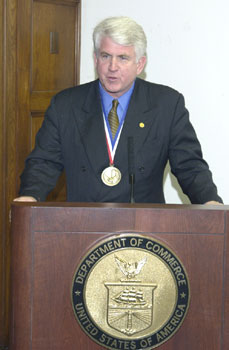
Robert Metcalfe

Robert Melancton Metcalfe (* 7. April 1946 in Brooklyn, New York) ist ein US-amerikanischer Elektroingenieur und gilt als der Erfinder des Ethernet.

## Leben
Metcalfe erwarb am MIT zwei Bachelor-Abschlüsse in Elektrotechnik und Industrial Management. In seiner Doktorarbeit an der Harvard University beschäftigte er sich mit dem Thema Paketvermittlung in Computernetzwerken.
Während seiner Dissertation arbeitete er im Xerox Palo Alto Research Center (Xerox PARC) und wurde mit der Aufgabe betraut, die Firmenrechner miteinander zu vernetzen. Auf der Basis des ersten funkbasierten Computernetzwerks ALOHAnet entwickelte er 1973 zusammen mit David Boggs eine modifizierte, kabelgebundene Netzwerktechnologie, das Ethernet. 1979 verließ er Xerox, um seine eigene Firma 3Com, einen Hersteller von Komponenten für Computernetzwerke, zu gründen. Er überzeugte erfolgreich die Firmen DEC, Intel und Xerox mit ihm zusammenzuarbeiten, um Ethernet zum Standard zu machen. Damals konkurrierende Techniken waren die proprietären Systeme Token Ring und ARCNET, die beide bald in einer wahren Flut von Ethernet-Produkten untergingen. 3Com wurde dabei zu einem großen Unternehmen.
Metcalfe erkannte 1980, dass sich der Nutzwert eines Telekommunikationsnetzes proportional zum Quadrat der Anzahl verbundener Endgeräte (etwa Telefone im Telefonnetz) entwickele, veröffentlichte diese Erkenntnis jedoch nicht. Diese blieb deshalb unbeachtet, so dass erst George Gilder im Jahre 1993 hierauf hinwies, die Formulierung Metcalfe zuschrieb und die Endgeräte in der Formel durch Benutzer ersetzte. Gilder nannte es Metcalfesches Gesetz.
Im selben Jahr 1980 wurde Metcalfe mit dem Grace Murray Hopper Award ausgezeichnet, als Anerkennung seiner Leistungen um die Entwicklung lokaler Computernetzwerke, insbesondere der Entwicklung von Ethernet. 1990 zog sich Metcalfe aus 3Com zurück. Er war zehn Jahre lang Herausgeber des Magazins InfoWorld. 1995 wurde er in die American Academy of Arts and Sciences gewählt. 1996 erhielt er die IEEE Medal of Honor. 2003 erhielt er für die Erfindung des Ethernet die National Medal of Technology. Für 2022 wurde er mit dem Turing Award ausgezeichnet. 2024 erhielt er die Benjamin Franklin Medal (Franklin Institute).